# Stethoscoop

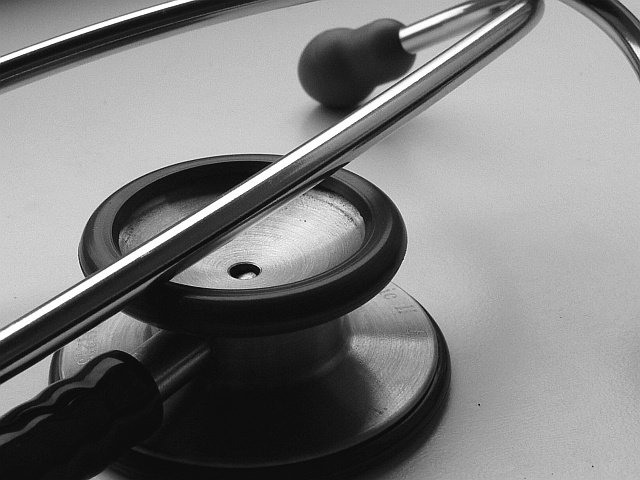
Detail van stethoscoop

Een stethoscoop, Oudgrieks: στῆθος, stèthos, borst of borstkas en σκοπέω, skopeo, rondkijken, is een instrument om naar geluiden in het lichaam te luisteren. Dit heet auscultatie. Een stethoscoop wordt vooral gebruikt om naar de hartslag en naar de geluiden van de ademhaling te luisteren.
Een arts kan met een stethoscoop zeer nauwkeurige conclusies trekken uit wat hij hoort, maar hier is veel ervaring voor nodig en men zal dan ook zelden zien dat een auscultatie wordt uitgevoerd door iemand die geen gespecialiseerd arts of verpleegkundige is. Vooral artsen gebruiken de stethoscoop, dit om lichamelijk onderzoek te verrichten en diagnoses te kunnen stellen binnen sommige specialisaties. Verpleegkundigen in Nederland gebruiken in bepaalde gevallen ook een stethoscoop aangezien zij in sommige werkgebieden onderzoek mogen verrichten en diagnoses kunnen stellen. Hiernaast gebruikt de physician assistant en de verpleegkundig specialist deze met dezelfde bedoeling en expertise als de arts.
Een bloeddrukmeting is een uitzondering op de specialistische regel. Een manuele bloeddrukmeting, waarvoor een stethoscoop wordt gebruikt, is niet zo complex als een auscultatie voor medisch onderzoek.
De stethoscoop heeft enkele toepassingen buiten de geneeskunde, bijvoorbeeld om water door een leiding te horen stromen of een mechaniek te horen functioneren.

## Geschiedenis
De eerste stethoscoop is in 1816 beschreven door de Fransman René Laennec die volgens de overlevering een koker van opgerold papier gebruikte om naar de hartslag van een mollige dame te luisteren. Hij vond het niet kies om zijn oor tegen haar boezem te vlijen, wat tot op dat moment de methode was om geluiden in het lichaam van de patiënt gewaar te worden.

## Uitvoering
Een moderne stethoscoop bestaat uit een membraan dat gespannen is over een verder afgesloten holte waar een slang in uitkomt, die aan de andere kant uitmondt in twee oorstukken die de gehoorgang van de onderzoeker luchtdicht afsluiten. Trillingen in het membraan worden zo via de lucht rechtstreeks overgebracht op de trommelvliezen van de onderzoeker. Vaak heeft de stethoscoop aan de andere kant een klok die, goed aansluitend op de huid geplaatst, de huid zelf de functie van het membraan laat vervullen. Lage tonen worden hiermee wat beter gehoord. Doordat het oppervlak van het membraan groter is dan het oppervlak van het trommelvlies, van de arts, treedt versterking van het geluid op. Bij stethoscopen met meer koppen moet de kop gedraaid worden om het luisterkanaal aan de gewenste kop te koppelen.
Er zijn inmiddels moderne stethoscopen die van microfoons en versterkers gebruikmaken, maar verreweg de meeste artsen maken nog gebruik van het traditionele model.

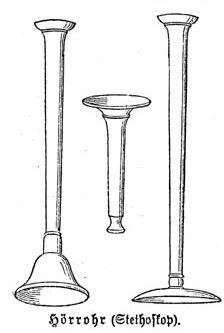
Stethoscoop uit de 19de eeuw

De stethoscoop is in bijna alle medische specialismen zo'n vast deel van de uitrusting van de arts geworden dat hij vaak als symbool gebruikt wordt voor het begrip 'arts' of 'geneeskunde'. De meeste artsen hebben eigenlijk altijd een stethoscoop bij zich. Deze dragen ze vaak om hun nek, zodat ze hem indien nodig snel kunnen gebruiken. Een goede stethoscoop hoeft niet heel duur te zijn maar is wel vrij fors en stug door de dikke slangen en de solide kop die noodzakelijk zijn voor een goede werking.